# Wyalkatchem
Wyalkatchem är en ort i Australien. Den ligger i kommunen Wyalkatchem och delstaten Western Australia, omkring 170 kilometer nordost om delstatshuvudstaden Perth. Antalet invånare är 343.
Trakten runt Wyalkatchem är nära nog obefolkad, med mindre än två invånare per kvadratkilometer.. Wyalkatchem är det största samhället i trakten.
Trakten runt Wyalkatchem består till största delen av jordbruksmark.  Genomsnittlig årsnederbörd är 414 millimeter. Den regnigaste månaden är september, med i genomsnitt 57 mm nederbörd, och den torraste är december, med 12 mm nederbörd.